# Новоивановка (Ромненский район)
Новоивановка — упразднённое село в Ромненском районе Амурской области, Россия. Исключено из учётных данных в 1974 году.

## География
Село располагалось на расстоянии примерно 5 километров (по прямой) к югу от села Ромны.

## История
По данным 1926 года в деревне Ново-Ивановка имелось 20 хозяйств крестьянского типа и проживал 117 человек (61 мужчина и 56 женщин). В национальном составе населения преобладали украинцы. В административном отношении входила в состав Ромненского сельсовета Александровского района Амурского округа Дальневосточного края.
Решением Амурского исполкома от 7 июня 1974 года № 253, село Новоивановка исключено из учётных данных как несуществующее.